# Lopătar cu față neagră
Lopătar cu față neagră (Platalea minor) este o pasăre de mal cu picioare lungi din familia lopătarilor și ibișilor, Threskiornithidae, care trăiește în estul Asiei. Această specie are cea mai restrânsă distribuție dintre cele șase specii de lopătari și este singura considerată pe cale de dispariție.  În prezent, se reproduce doar pe câteva insule mici stâncoase de pe coasta de vest a Coreei de Nord, cu patru locuri de iernat la Macao, Hong Kong, Taiwan și Vietnam, precum și în alte locuri în care au fost observate în timpul migrației. Iernarea are loc și în Jeju-do (Coreea de Sud), Kyushu și Okinawa (Japonia) și delta râului Roșu din Vietnam.

## Distribuție
Populația globală a acestei specii se bazează probabil pe numărul populației de iarnă care a fost efectuat în 1988-1990 în toate siturile cunoscute. Acest număr a estimat aproximativ 288 de indivizi. Începând cu 2006, în urma eforturilor susținute de conservare, populația globală estimată a crescut la 1.679; recensământul din 2008 a avut ca rezultat un număr total estimat de 2.065 de indivizi ; iar un recensământ din 2010 a raportat 2.346. Deoarece lopătarii cu fața neagră sunt păsări migratoare, conservarea lor se bazează pe protecția locurilor de reproducere. Distribuția exactă a speciei rămâne neclară, deși s-au făcut unele încercări de modelare a evoluției populației sub impactul schimbărilor climatice.

## Galerie

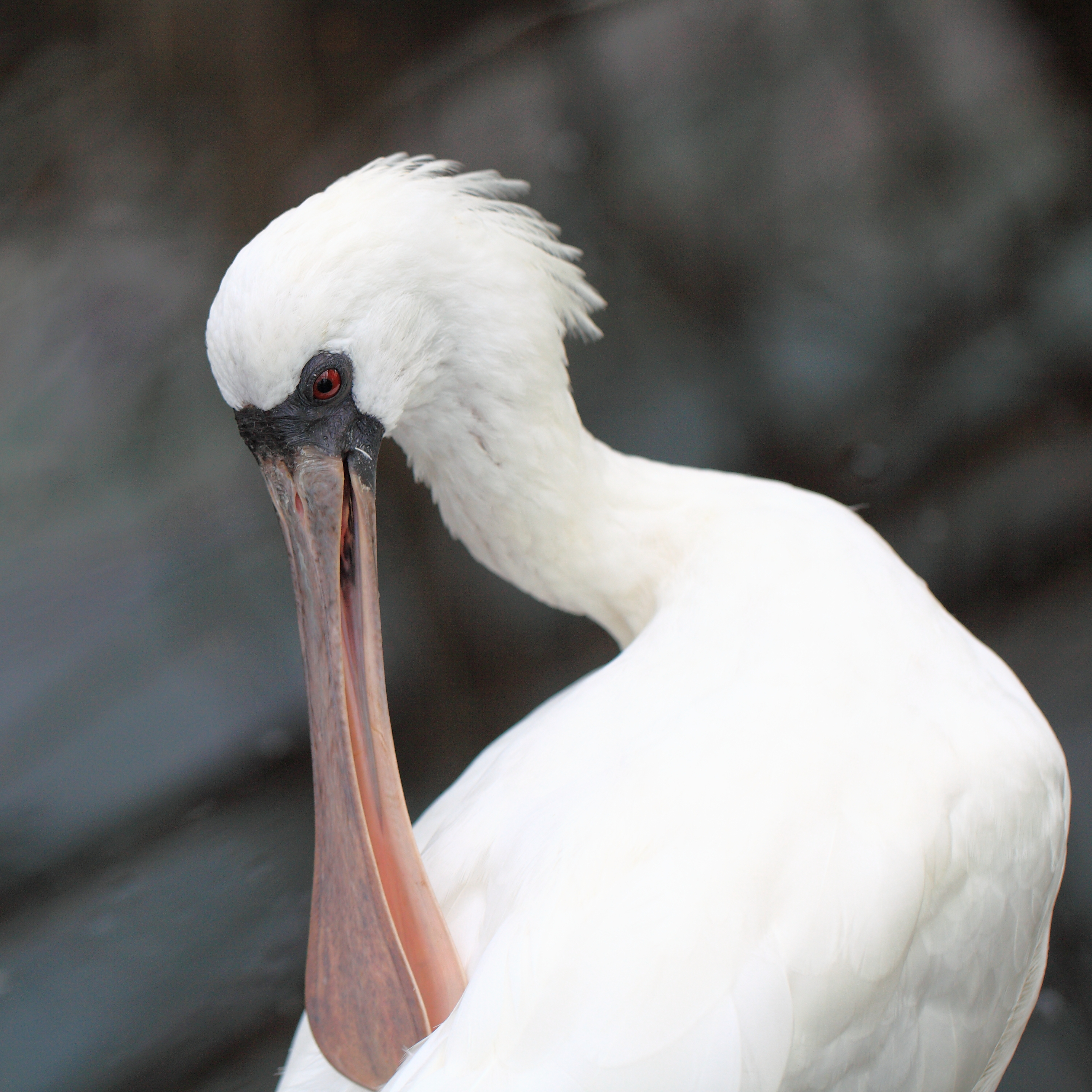
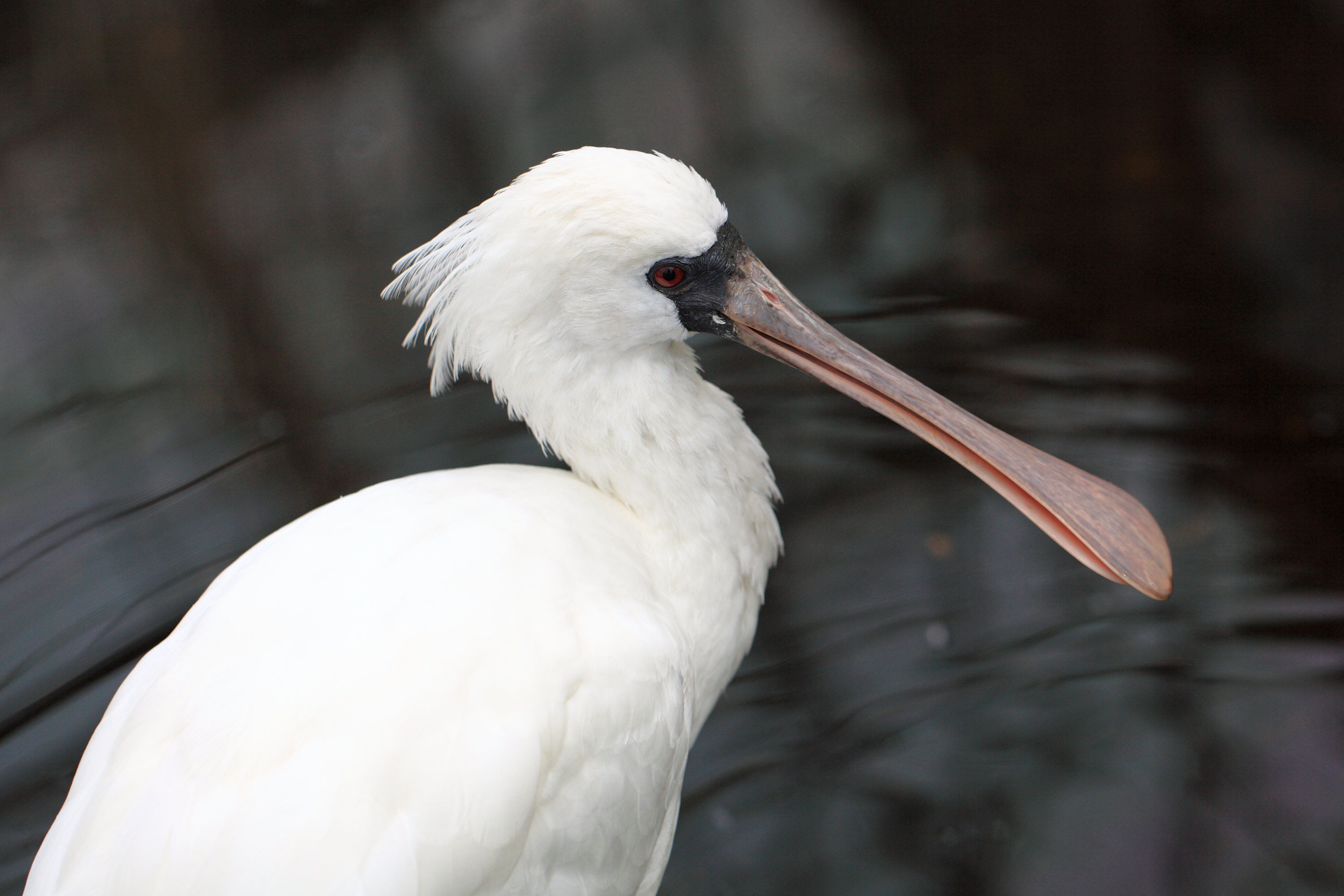
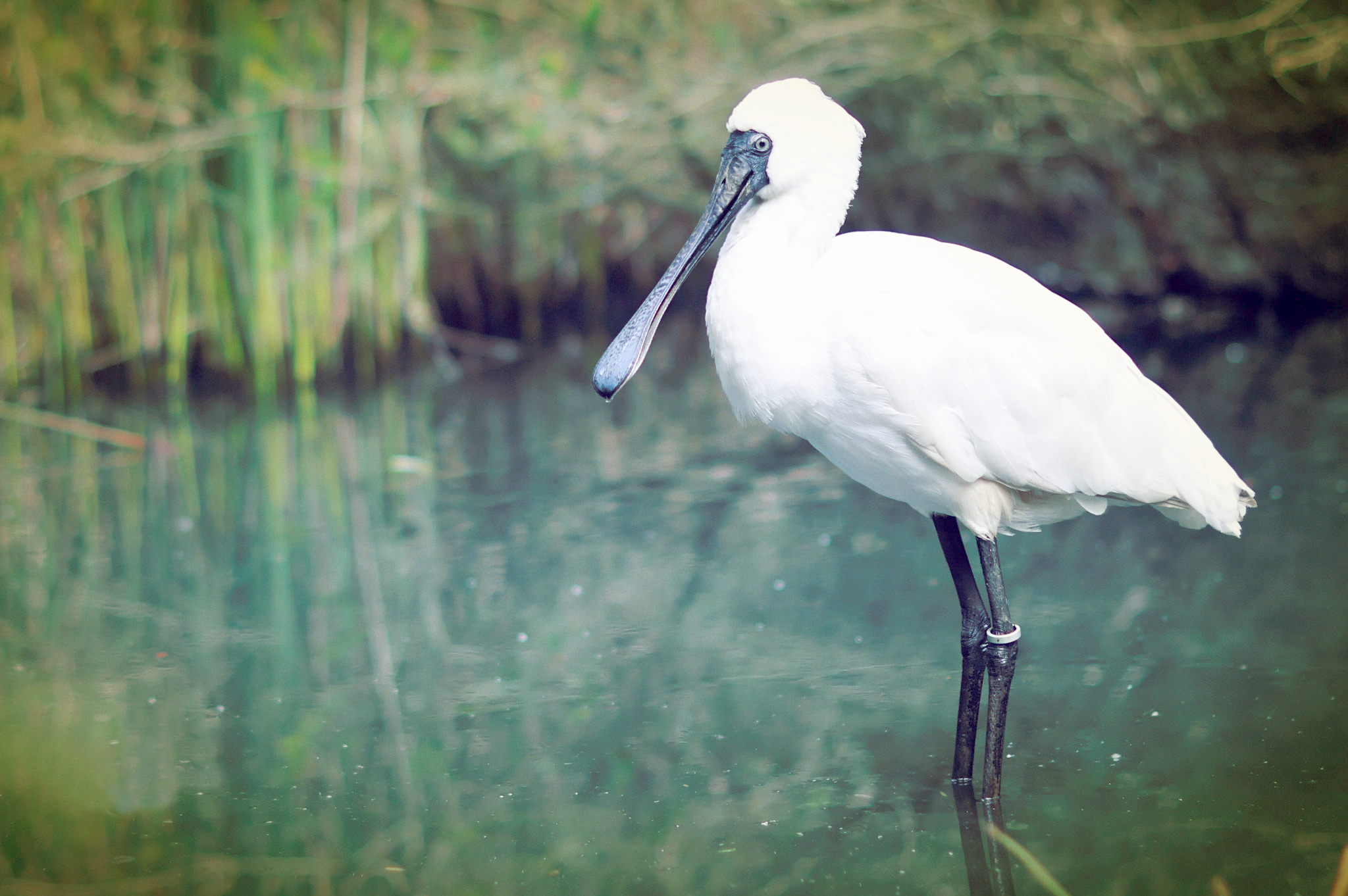